# (4719) Burnaby
(4719) Burnaby (1990 WT2) – planetoida z grupy pasa głównego asteroid okrążająca Słońce w ciągu 4,43 lat w średniej odległości 2,7 j.a. Odkryta 21 listopada 1990 roku.